# SK Iter
Sportklubben Iter var en sportklubb i Stockholm som stiftades 1902 och var Sveriges ledande cykelklubb 1909–1911.
Föreningens förnämsta cyklister var Henrik Morén och Axel W. Persson, vilka som medlemmar av SK Iter hemförde sex svenska mästerskap, varjämte klubben 1912 vann lagmästerskapet på Mälaren runt. Verksamheten upphörde 1913, varpå föreningen nybildades 1924. Under denna andra period, som endast varade ett par år, erövrade SK Iter tre svenska mästerskap genom Arthur Bjurberg samt ett lag-SM.